# ملعب كيركليس
ملعب جون سميث (بالإنجليزية: John Smith's Stadium)‏ هو ملعب كرة قدم في هدرسفيلد بإنجلترا. اُفتُتح عام 1994 ، يتسع الملعب إلى 24,500 متفرج ويخوض فيه نادي هدرسفيلد تاون مبارياته الرسمية.